# Thru and Thru
 (octobre 2022).
La mise en forme du texte ne suit pas les recommandations de Wikipédia : il faut le « wikifier ».
Les points d'amélioration suivants sont les cas les plus fréquents. Le détail des points à revoir est peut-être précisé sur la page de discussion.
- Les titres sont pré-formatés par le logiciel. Ils ne sont ni en capitales, ni en gras.
- Le texte ne doit pas être écrit en capitales (les noms de famille non plus), ni en gras, ni en italique, ni en « petit »…
- Le gras n'est utilisé que pour surligner le titre de l'article dans l'introduction, une seule fois.
- L'italique est rarement utilisé : mots en langue étrangère, titres d'œuvres, noms de bateaux, etc.
- Les citations ne sont pas en italique mais en corps de texte normal. Elles sont entourées par des guillemets français : « et ».
- Les listes à puces sont à éviter, des paragraphes rédigés étant largement préférés. Les tableaux sont à réserver à la présentation de données structurées (résultats, etc.).
- Les appels de note de bas de page (petits chiffres en exposant, introduits par l'outil «  Source ») sont à placer entre la fin de phrase et le point final[comme ça].
- Les liens internes (vers d'autres articles de Wikipédia) sont à choisir avec parcimonie. Créez des liens vers des articles approfondissant le sujet. Les termes génériques sans rapport avec le sujet sont à éviter, ainsi que les répétitions de liens vers un même terme.
- Les liens externes sont à placer uniquement dans une section « Liens externes », à la fin de l'article. Ces liens sont à choisir avec parcimonie suivant les règles définies. Si un lien sert de source à l'article, son insertion dans le texte est à faire par les notes de bas de page.
- La présentation des références doit suivre les conventions bibliographiques. Il est recommandé d'utiliser les modèles {{Ouvrage}}, {{Chapitre}}, {{Article}}, {{Lien web}} et/ou {{Bibliographie}}. Le mode d'édition visuel peut mettre en forme automatiquement les références.
- Insérer une infobox (cadre d'informations à droite) n'est pas obligatoire pour parachever la mise en page.

Pour une aide détaillée, merci de consulter Aide:Wikification.
Si vous pensez que ces points ont été résolus, vous pouvez retirer ce bandeau et améliorer la mise en forme d'un autre article.
Pistes de Voodoo Lounge
Baby Break It Down
(13) Mean Disposition
(15)
Thru and Thru est une chanson du groupe de rock britannique The Rolling Stones parue sur l'album Voodoo Lounge en 1994. Elle est connue pour être utilisée comme bande-son du dernier épisode de la saison 2 de la série Les Soprano en 2000.
La phrase du refrain "I'm your lover baby, thru and thru" peut être traduite par "Je suis ton amant bébé, de tout ton corps".

## Historique et enregistrement
Bien qu'elle ait soit signée Mick Jagger/Keith Richards, la chanson est entièrement composée par ce dernier alors qu'il était sur l'île de la Barbade avec Pierre de Beauport, guitariste et alors assistant assidu du groupe lors de tournées et d'enregistrements. 

« Nous étions à la Barbade au début de l'année dernière, écrivant des chansons, moi et Mick. Charlie était là, ainsi que Pierre de Beauport, mon guitariste, qui est aussi sur Thru And Thru : c'est la guitare [acoustique] à la fin. Et nous étions allés dans un club à Bridgetown. Nous avons eu une nuit de repos cette nuit-là. Et nous retournons au studio d'Eddy Grant, où nous travaillons, à cinq heures du matin et nous sortons de la voiture. Et je me mets à tituber, et soudain je me tourne vers Pierre. J'ai dit, "Allumez les trucs, mec..." Je suppose que c'était peut-être dans la voiture... Mais je suis entré dans le studio et j'ai tout fait en une seule prise. Voilà. Je ne sais pas si c'était dans la voiture, mais tout à coup ça vient. Et c'est vraiment, pour moi, ce qu'est l'écriture de chansons. J'ai très peu à voir avec ça. »

— Keith Richards
La chanson est enregistrée en Irlande aux studios à Kildare chez Ronnie Wood, à Dublin aux studios Windmill Lane Recording et aux studios Sandymount. La chanson est finalisée à Los Angeles aux studios A&M Recording. Les sessions ont eu lieu aux mois de juillet, août, novembre et décembre 1993.

## Postérité et impact culturel
La version en concert enregistrée en janvier 2003 au Madison Square Garden à New York est incluse dans la compilation Rarities 1971-2003 sorti en 2005.
Thru and Thru apparaît plusieurs fois (dont le générique de fin) au cours du dernier épisode de la saison 2 de la série culte Les Soprano intitulé Le Palais du rire, et est mentionné dans le générique de fin. L'épisode est diffusé pour la première fois aux États-Unis le 9 avril 2000 et a eu une audience de 9 millions de téléspectateurs, ce qui permet de refaire découvrir la chanson à un autre public. À ce sujet, Keith Richards a déclaré en 2003 :

« Sur un album comme Voodoo Lounge, il y a des chansons que les gens ne connaissent pas pendant 10 ans... et soudain ils réalisent ce que nous faisions. Thru and Thru était exactement comme ça. Elle devient connue lorsqu'elle a été mise sur la bande originale des Soprano et tout d'un coup tout le monde s'est dit : "Et où se trouve cette merveilleuse chanson ?" et je leur ai dit « ben c'est l'[avant-]dernière sur Voodoo Lounge... »

Le magazine spécialisé Rolling Stone l'a classé sixième des meilleures chansons chantées par Keith Richards, que ce soit avec les Rolling Stones ou dans sa carrière solo.

## Personnel
Crédités:
- Keith Richards: chant, guitare électrique, piano, chœurs
- Charlie Watts: batterie
- Chuck Leavell: piano
- Darryl Jones: basse
- Mick Jagger: chœurs
- Pierre de Beauport: guitare acoustique
- Bernard Fowler et Ivan Neville: chœurs